# Autrecourt-et-Pourron
Autrecourt-et-Pourron és un municipi francès situat al departament de les Ardenes i a la regió del Gran Est. L'any 2007 tenia 348 habitants.

## Demografia

### Població
El 2007 la població de fet d'Autrecourt-et-Pourron era de 348 persones. Hi havia 148 famílies de les quals 32 eren unipersonals (24 homes vivint sols i 8 dones vivint soles), 52 parelles sense fills, 52 parelles amb fills i 12 famílies monoparentals amb fills.
La població ha evolucionat segons el següent gràfic:
Habitants censats

### Habitatges
El 2007 hi havia 169 habitatges, 149 eren l'habitatge principal de la família, 15 eren segones residències i 5 estaven desocupats. Tots els 169 habitatges eren cases. Dels 149 habitatges principals, 134 estaven ocupats pels seus propietaris, 12 estaven llogats i ocupats pels llogaters i 3 estaven cedits a títol gratuït; 1 tenia dues cambres, 10 en tenien tres, 38 en tenien quatre i 100 en tenien cinc o més. 99 habitatges disposaven pel capbaix d'una plaça de pàrquing. A 62 habitatges hi havia un automòbil i a 70 n'hi havia dos o més.

### Piràmide de població
La piràmide de població per edats i sexe el 2009 era:
| Homes | Edats   | Dones |
| ----- | ------- | ----- |
| 0     | 95 o +  | 0     |
| 0     | 90 a 94 | 0     |
| 4     | 85 a 89 | 0     |
| 0     | 80 a 84 | 0     |
| 8     | 75 a 79 | 8     |
| 16    | 70 a 74 | 12    |
| 12    | 65 a 69 | 8     |
| 8     | 60 a 64 | 12    |
| 12    | 55 a 59 | 16    |
| 12    | 50 a 54 | 16    |
| 16    | 45 a 49 | 8     |
| 4     | 40 a 44 | 24    |
| 16    | 35 a 39 | 0     |
| 8     | 30 a 34 | 8     |
| 8     | 25 a 29 | 4     |
| 8     | 20 a 24 | 8     |
| 24    | 15 a 19 | 16    |
| 8     | 10 a 14 | 8     |
| 0     | 5 a 9   | 8     |
| 12    | 0 a 4   | 0     |

## Economia
El 2007 la població en edat de treballar era de 225 persones, 156 eren actives i 69 eren inactives. De les 156 persones actives 143 estaven ocupades (77 homes i 66 dones) i 13 estaven aturades (6 homes i 7 dones). De les 69 persones inactives 20 estaven jubilades, 22 estaven estudiant i 27 estaven classificades com a «altres inactius».

### Ingressos
El 2009 a Autrecourt-et-Pourron hi havia 154 unitats fiscals que integraven 367 persones, la mediana anual d'ingressos fiscals per persona era de 18.055 €.

### Activitats econòmiques
Dels 9 establiments que hi havia el 2007, 1 era d'una empresa de fabricació d'altres productes industrials, 3 d'empreses de construcció, 2 d'empreses de comerç i reparació d'automòbils, 1 d'una empresa de transport, 1 d'una entitat de l'administració pública i 1 d'una empresa classificada com a «altres activitats de serveis».
Dels 3 establiments de servei als particulars que hi havia el 2009, 1 era una oficina de correu, 1 guixaire pintor i 1 fusteria.
L'únic establiment comercial que hi havia el 2009 era una carnisseria.
L'any 2000 a Autrecourt-et-Pourron hi havia 12 explotacions agrícoles.

## Equipaments sanitaris i escolars
El 2009 hi havia una escola elemental.

## Poblacions més properes
El següent diagrama mostra les poblacions més properes.